# Álvaro Ramazzini

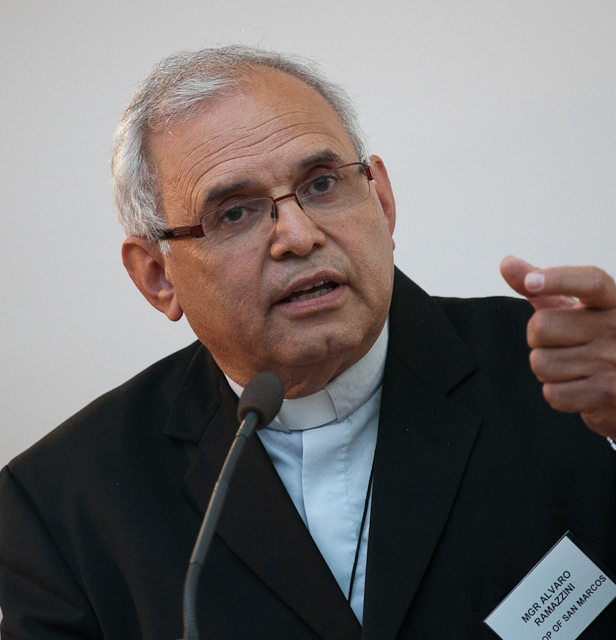
Álvaro Ramazzini (2011)

Kardinalswappen

Álvaro Leonel Kardinal Ramazzini Imeri (* 16. Juli 1947 in Guatemala-Stadt) ist ein guatemaltekischer Geistlicher und römisch-katholischer Bischof von Huehuetenango und ein Kämpfer für die Rechte der armen Landbevölkerung. Er war Vorsitzender der guatemaltekischen Bischofskonferenz. In Europa ist er vor allem bekannt, seitdem er 2005 den Konrad-Lorenz-Preis erhielt und 2006 am EU-Lateinamerika-Gipfel 2006 in Wien teilnahm.

## Leben
Álvaro Ramazzini empfing am 27. Juni 1971 die Priesterweihe. Von 1972 bis 1976 war er Professor am Großen Seminar in Guatemala. Von 1976 bis 1981 absolvierte er ein Promotionsstudium in Kirchenrecht an der Päpstlichen Universität Gregoriana in Rom. Von 1981 bis 1986 war er Professor und Rektor des Nationalen Priesterseminar in Guatemala-Stadt. 1988 übernahm er die Pfarrerstelle in San Juan Sacatepequez bei Guatemala-Stadt.
Am 15. Dezember 1988 wurde er von Papst Johannes Paul II. zum Bischof von San Marcos ernannt. Die Bischofsweihe spendete im Papst Johannes Paul II. selbst am 15. Januar 1989; Mitkonsekratoren waren Kurienerzbischof Edward Idris Cassidy und José Tomás Sánchez, Erzbischof von Nueva Segovia, Philippinen. Er ist Vorsitzender der Bischofskonferenz von Mittelamerika.
Das im südwestlichen Hochland gelegene Bistum San Marcos an der Grenze zum mexikanischen Bundesstaat Chiapas ist die wirtschaftlich unterentwickelteste Diözese in Guatemala, die von einer großen Armut der meist indigenen Landbevölkerung und in letzten Jahren von einer großen Welle meist illegaler Emigration in die USA geprägt ist. Umso bemerkenswerter ist die damalige Entscheidung Johannes Pauls II., Álvaro Ramazzini zum Bischof zu ernennen, da dieser für sein soziales Engagement und seine Nähe zur Befreiungstheologie bekannt war. In dieser Zeit war Guatemala außerdem noch immer vom guatemaltekischen Bürgerkrieg betroffen, der bis 1996 anhalten sollte.
Am 14. Mai 2012 ernannte ihn Papst Benedikt XVI. zum Bischof von Huehuetenango. Die Amtseinführung fand am 14. Juli desselben Jahres statt.
Am 1. September 2019 gab Papst Franziskus bekannt, ihn im Konsistorium vom 5. Oktober 2019 als Kardinalpriester in das Kardinalskollegium aufnehmen zu wollen. Bei der Kardinalskreierung wies ihm der Papst am 5. Oktober 2019 die Titelkirche San Giovanni Evangelista a Spinaceto zu. Die Besitzergreifung seiner Titelkirche fand erst am 10. Oktober 2021 statt.
Am 21. Februar 2020 ernannte ihn Papst Franziskus zum Mitglied des Dikasteriums für Laien, Familie und Leben und am 20. April desselben Jahres zudem zum Mitglied der Päpstlichen Kommission für Lateinamerika.

## Wirken
Neben seinen pastoralen Aufgaben setzt sich Bischof Ramazzini immer wieder für die sozialen Anliegen der Landbevölkerung ein. So kämpfte er gegen die Zerstörung der Umwelt durch internationale Bergbaukonzerne, die im Departamento San Marcos unter anderem Gold abbauen und durch Einsatz von Cyaniden und Quecksilber auch die Gesundheit der Menschen gefährden. Davon sind besonders die Dörfer San Miguel Ixtahuacán und Sipacapa betroffen, die vor allem von Angehörigen der indigenen Gruppe der Mam und Sipacapense bewohnt werden. Die 2005 eröffnete Mine Marlin ist die größte Goldmine in Guatemala und wird von der Firma Montana Explorada de Guatemala, S.A. betrieben, einer 100 %-Tochter der kanadischen Goldcorp. Weiters kritisiert Ramazzini die ungerechte Verteilung des Reichtums in Guatemala und tritt für eine Landreform auf demokratischer Basis ein. Viele arme Bauern seiner Diözese können nicht von den Erträgen ihrer eigenen Felder leben und arbeiten zusätzlich als Tagelöhner auf teilweise weit entfernten Kaffeeplantagen. Dabei kommt es auch immer wieder zu Kinderarbeit; durch die Arbeitsmigration werden Familien auseinandergerissen und der Schulbesuch von Kindern unterbrochen. Ein Phänomen der letzten Jahre ist eine massive Auswanderung von Menschen im arbeitsfähigen Alter in die USA, was die sozialen Probleme oft noch verstärkt. Bischof Ramazzini nutzt für seine Anliegen oft ausländische Medien, so begab er sich auf eine Interviewreise in die USA und Kanada um auch dort auf die Gründe der illegalen Einwanderung aus Guatemala hinzuweisen. Dabei trat er auch massiv gegen das mittlerweile verwirklichte Central American Free Trade Agreement (CAFTA) auf.
Bischof Ramazzini ist an der Plataforma Agraria (PA) beteiligt, einem Zusammenschluss verschiedener Gruppen von Bauernvertretern, Gewerkschaftsorganisationen und Teilen der katholischen Kirche, die mit der Regierung über die Landfrage verhandelt und sich besonders für die Situation der verarmten Kaffeebauern einsetzt. Dieses Engagement hat zeitweise zu einer öffentlichen Kontroverse mit dem damaligen Präsidenten Guatemalas Óscar Berger Perdomo geführt.
Durch sein soziales Engagement und vor allem durch sein Eintreten gegen internationale Bergbaukonzerne und deren einheimische Partner wurde er im von politischer Gewalt geprägten Guatemala mehrfach mit Mord bedroht.

## Ehrungen und Auszeichnungen
- 2005 – Konrad-Lorenz-Preis
- 2011 – Pacem in Terris Award

## Werke (Auswahl)
- Romero – Ein Zeuge der Hoffnung. Leben, Werk und Martyrium. Aus dem Spanischen von Katharina Althaus und Julia Diemer. In: Klaus Hagedorn (Hrsg.): Oscar Romero. Eingebunden – zwischen Tod und Leben. BIS-Verlag, Oldenburg 2006, S. 35–44.